# Apogon pseudomaculatus
 Apogon pseudomaculatus és una espècie de peix de la família dels apogònids i de l'ordre dels perciformes.

## Morfologia
Els mascles poden assolir els 11 cm de longitud total.

## Distribució geogràfica
Es troba a l'Atlàntic occidental: des del Canadà fins a Nova Anglaterra, Bermuda, Bahames i el sud del Brasil, incloent-hi el Golf de Mèxic.